# Agent Steel
Agent Steel es una banda estadounidense de thrash metal formada en 1984 por el vocalista John Cyriis y el baterista Chuck Profus, en la ciudad de Los Ángeles, California. En su primera etapa se caracterizaron por la excelente voz aguda de Cyriis, riffs acelerados y melódicos que los diferenciaban del thrash tradicional
.Antes de su separación en 1988, grabaron 2 álbumes de estudio y un EP.

## Biografía
Después de que Cyriis se fue de Abbatoir, junto con Profus formaron Sanctuary, que después se llamaron Agent Steel. A ellos se les unieron los guitarristas Mark Marshall y Bill Simmons, junto con George Robb en el bajo. Esta formación original grabó 2 demos en 1984. Pero los guitarristas fueron sustituidos por Kurt Kilfelt y el cubano Juan García para la grabación del primer álbum de estudio "Skeptics Apocalypse" publicado en 1985.Hacia 1986 participaron en el compilado "US Speed Metal Attack" junto con Anthrax y Overkill2.
Con nuevos cambios grabaron un EP titulado "Mad Locust Rising" que incluía un cover de Judas Priest. A través de Combat Records publicaron un segundo álbum, "Unstoppable Force", que asimismo tuvo bastante aceptación entre los fanes. La banda se separó en 1988 después de un show junto con Nuclear Assault y Onslaught, debido a problemas internos, Cyriis decidió alejarse de la música.
Después de una década se volvieron a juntar, en 1998, con nuevo un vocalista Bruce Hall y aun con Juan García, pero no quedaba ningún miembro de la formación original. Ese año publicaron "Omega Conspiracy" (1999) con un sonido más orientado al thrash metal. Desde entonces publicaron 2 discos más, "Order of the Illuminati"(2003) y "Alienigma" (2007). Nunca variaron sus temas líricos acerca de alienígenas y teorías de la conspiración.
A fines de 2018 anuncian una nueva reunión, comandados nuevamente por Cyriis y anuncian para 2019 el lanzamiento del álbum "No Other Godz Before Me", el que finalmente ve la luz en 2021.

## Discografía
- Skeptics Apocalypse (1985)
- Mad Locust Rising (1985) (EP)
- Unstoppable Force (1987)
- Omega Conspiracy (1999)
- Order of the Illuminati (2003)
- Alienigma (2007)
- No Other Godz Before Me (2021)

## Miembros
Actuales
- John Cyriis - Voces

- Nikolay Atanasov - Guitarra

- Vinicius Carvalho - Guitarra

- Shuichi Oni - Bajo

- Rasmus Kjær - Batería

Pasados
- Juan García - Guitarra

- Bernie Versailles - Guitarra

- Rigo Amezcua - Batería

- Robert "Bobby" Cardenas - Bajo

- Bruce Hall - Voces

- Chuck Profus - Batería

- George Robb - Bajo

- Mark Marshall - Guitarra

- Bill Simmons - Guitarra

- Kurt Kilfelt - Guitarra

- Michael Zaputil - Bajo

- James Murphy - Guitarra

- J. Weslord - Guitarra

- Richard Bateman - Bajo